# حسن تبریزی نوری
حسن تبریزی نوری، (زادهٔ ۱۳۴۷ در مشهد) قهرمان پیشکسوتان بدنسازی و فیتنس جهان، کارشناس و سرمربی تیم ملی فدراسیون بدن‌سازی و پرورش‌اندام جمهوری اسلامی ایران است. وی برادر بزرگتر علی تبریزی نوری (قهرمانِ قهرمانانِ بدنسازی جهان)، محمود تبریزی نوری (قهرمان بدنسازی آسیا) و محمدرضا تبریزی نوری (قهرمان بدنسازی معلولان جهان) است.

## زندگی‌نامه
حسن تبریزی نوری متولد ۱۳۴۷ (خورشیدی) در شهر مشهد می‌باشد. وی دارای چهار برادر و سه خواهر بوده و هم‌اکنون متأهل می‌باشد. او ورزش را در چهارده سالگی با کشتی شروع کرد و در هجده سالگی بوکس را برگزید. وی در مسابقات آماتوری بدن‌سازی پیشکسوتان جهان در سال ۲۰۱۱ (فدراسیون جهانی بدن‌سازی و تناسب‌اندام (IFBB) مقام ششم و در همان سال در رقابتهای جهانی (فدراسیون NABBA) موفق به کسب عنوان دوم جهان گردید.